# Cecilie
Cecilie er et pigenavn, der stammer fra den katolske helgen Sankt Cæcilia. Ordet er afledt af det latinske ord caecus, der betyder "blind".
På dansk anvendes også en række varianter af navnet, herunder Cecile, Cecilia, Cecillia, Cecillie, Cæcilia og Cæcilie. Ifølge Danmarks Statistik bar 50.558 danskere et af disse navne 1. januar 2020.
Navnene Sidsel og Silja er afledt af Cecilie.

## Kendte personer med navnet
- Sankt Cæcilia, katolsk helgen.
- Cecilie Beck, dansk tv-vært.
- Cecilie Frøkjær, dansk tv-vært.
- Cecilie Greve, dansk håndboldspiller.
- Cecilie Hother, dansk tv-vejrvært.
- Cæcilie Lassen, dansk forfatter.
- Cecilie Leganger, norsk håndboldspiller.
- Cecilia Zwick Nash, dansk skuespiller.
- Cæcilie Norby, dansk sanger.
- Marina Cæcilie Roné, dansk forfatter.
- Cecilie Thomsen, dansk model.
- Cæcilia Holbek Trier, dansk filminstruktør.

## Navnet anvendt i fiktion
- "Cecilia" – sang med Simon and Garfunkel fra 1970.
- Cecilia – film fra 1971 over Steen Steensen Blichers Hosekræmmeren.
- Festen for Cæcilie – roman af Ebbe Kløvedal Reich fra 1980.
- Cecilie – film fra 2007 instrueret af Hans Fabian Wullenweber.
- Cecilie – hovedperson i DR1's tv-julekalender Absalons Hemmelighed.